# Старолисецька сільська рада
| Старолисецька сільська рада — орган місцевого самоврядування у Тисменицькому районі Івано-Франківської області з адміністративним центром у с. Старий Лисець. 9 березня 1960 р. Станіславський облвиконком ухвалив рішення про приєднання Стебницької сільради до Старолисецької. Водоймища на території, підпорядкованій даній раді: річка Бистриця Солотвинська. Сільській раді підпорядковані населені пункти: - с. Старий Лисець |

## Склад ради
Рада складається з 24 депутатів та голови.

### Керівний склад ради
| ПІБ                      | Основні відомості                                            | Дата обрання | Дата звільнення |
| ------------------------ | ------------------------------------------------------------ | ------------ | --------------- |
| Лущак Анатолій Романович | Сільський голова, 1967 року народження, освіта, безпартійний | 26.03.2006   | 31.10.2010      |

Примітка: таблиця складена за даними джерела